# Ornichia lancifolia
Ornichia lancifolia är en gentianaväxtart som först beskrevs av John Gilbert Baker, och fick sitt nu gällande namn av J. Klackenberg. Ornichia lancifolia ingår i släktet Ornichia och familjen gentianaväxter. Inga underarter finns listade i Catalogue of Life.